# Edificio Val General
El edificio Val General es un edificio histórico de estilo modernista de principios del siglo XX situado en la ciudad española de Albacete.

## Historia
El edificio fue construido en 1912 en la emblemática calle Tesifonte Gallego de la capital albaceteña, en pleno Centro, obra del arquitecto Francisco Manuel Martínez Villena por encargo del abogado Jacobo Serra. En un principio fue un edificio de viviendas. En 1986 se convirtió en la sede del Centro Comercial Val General. En 2015 se inauguró el Mercado de San Juan en la primera planta del Centro Comercial Val General.

## Características

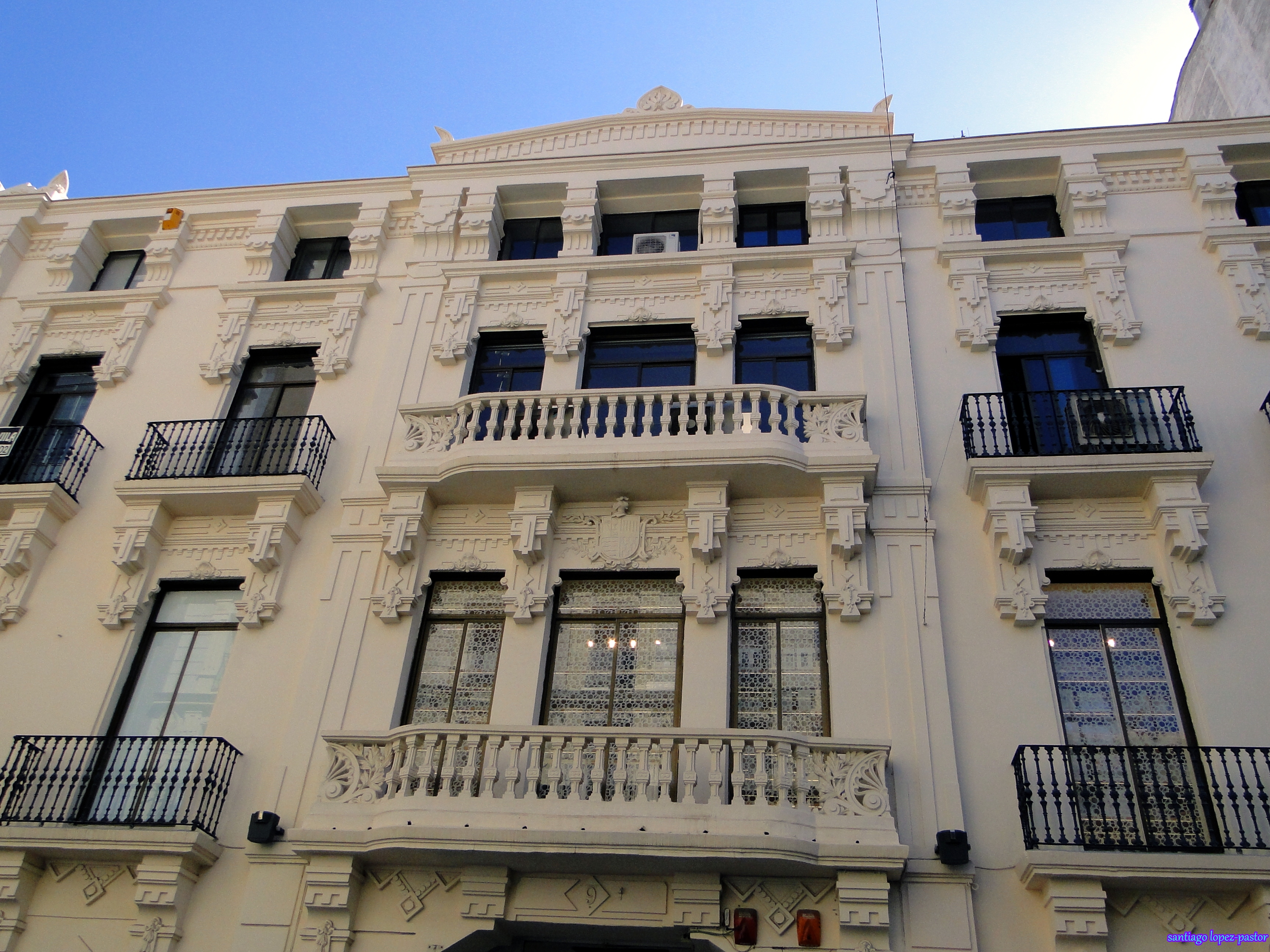
Detalle de la fachada del edificio

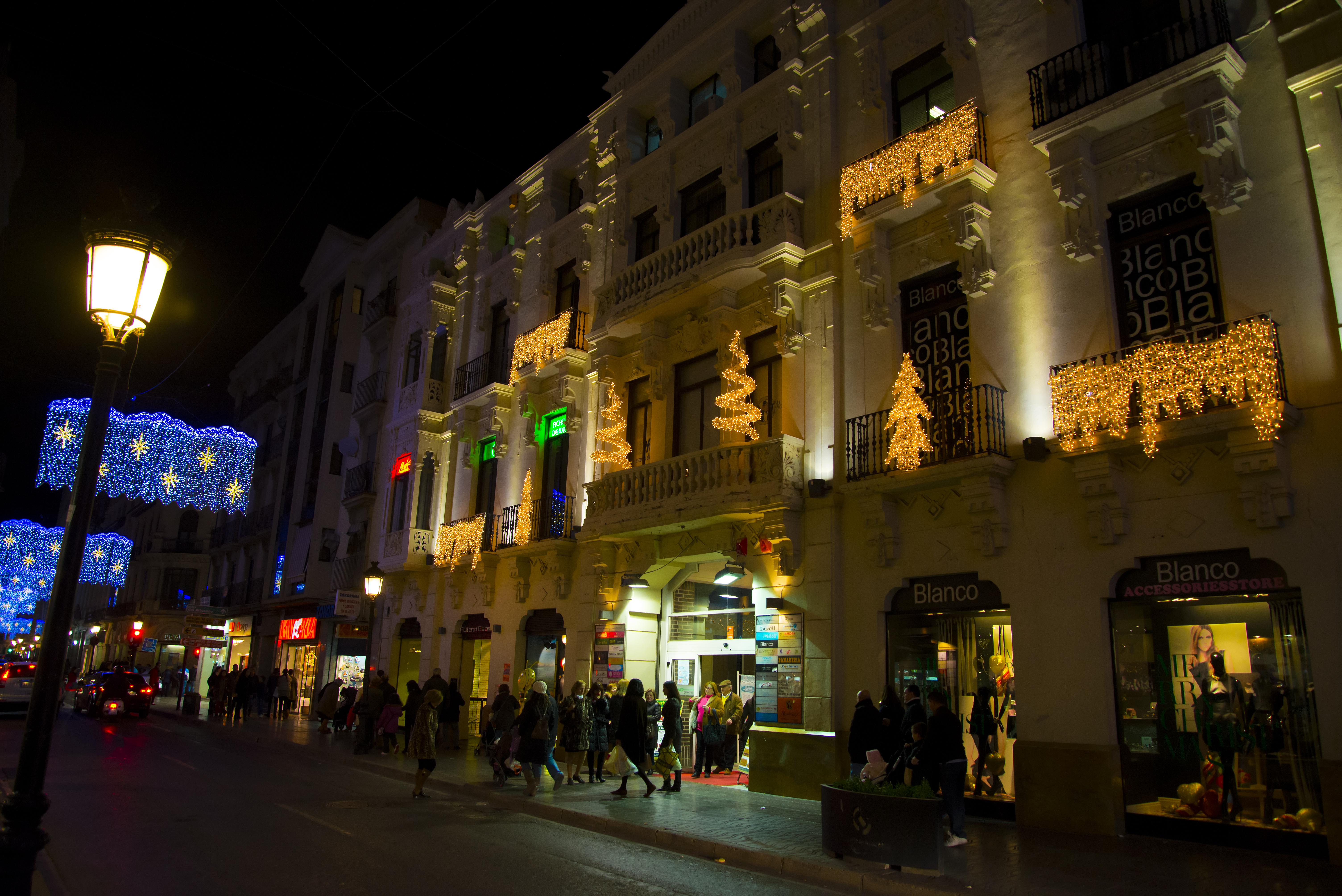
Vista nocturna del edificio en Navidad

El edificio, que posee un estilo modernista, alberga el Centro Comercial Val General, en el que a su vez se encuentra el Mercado de San Juan. La arquitecta Elia Gutiérrez Mozo, en su libro El despertar de una ciudad. Albacete 1898-1936, lo describe del siguiente modo:

«Este proyecto nos devuelve a la tradición académica de Don Manuel Martínez Villena, con su inevitable composición tríptica, que lo es, en este caso, de tres lienzos sensiblemente equivalentes: de modo que la densidad de huecos (concentrados en su centro y dispersos en los costados), y no la dimensión, se hace responsable del énfasis puesto en el interpilastrado central. Los huecos centrales de los pisos constituyen, en efecto, trípticos alojados en el tríptico, que comparten además un solo balcón corrido.

»Los elaborados modillones que sustentan los vuelos, tanto el de los balcones como el de la cornisa, entablan poderosos vínculos en la secuencia vertical, francamente jerarquizada. Todo, pues, pilastras y ornamentos, frisos y modillones, cambia y desmerece si bien discretamente, a medida que ascendemos.
»Tan solo sobre el portal se ve alterado el régimen aludido: pues los modillones centrales se retraen, como cuernos de caracol al contacto, para permitir el ensanchamiento acartelado del hueco de entrada. Un cierto abuso retórico empaña tal vez la claridad del diseño.

»La obra añadió a lo proyectado un ático y dos miradores de doble altura en los flancos, quizá a consecuencia de una ampliación de solar de última hora. La rehabilitación de este edificio, ciertamente feliz, lo ha convertido en el “Centro Comercial Val General”, cuyos pasajes de planta baja ponen en comunicación la calle Ancha con las del Tinte y Teodoro Camino. En cualquier caso, el conjunto actual nos parece gratamente espectacular.»